# Andreas Wiegel
 (novembre 2019).
Andreas Wiegel, né le 21 juillet 1991 à Paderborn en Allemagne, est un footballeur allemand. Il évolue au poste d'arrière droit à Waasland-Beveren.

## Biographie
Avec le club de Schalke 04, il joue un match en phase de groupe de la Ligue Europa, le 14 décembre 2011, contre l'équipe israélienne du Maccabi Haïfa. A cette occasion, il se met en évidence en inscrivant un but, permettant à son équipe de l'emporter sur le score de 0-3.
Il joue son premier match en première division belge avec le club de Waasland-Beveren le 27 juillet 2019, lors de la réception du FC Bruges (défaite 1-3). Il inscrit son premier but dans ce championnat le 5 octobre, lors de la réception du KV Ostende (victoire 3-1).